# Lukuga
De Lukuga is een Congolese rivier in het Tanganyikagebied. De Lukuga is een zijrivier van de Lualaba, en beide rivieren behoren tot het hoofdstroomgebied van de Kongo.
De rivier is de enige afwatering van het Tanganyikameer. Circa 18% van het waterverlies van het meer komt door de Lukuga, al de rest is het gevolg van verdamping. De rivier ontspringt in het meer bij Kalemie. Regelmatig wordt de uitstroom bemoeilijkt door de vorming van zandbanken tijdens het droog seizoen. De vaststellingen van de eerste ontdekkingsreizigers in de 19e eeuw suggereren ook dat de uitstroom niet continu was, mogelijk enkel in het nat seizoen en meerdere seizoenen na elkaar niet plaatsvond. De rivier mondt uit in de Lualaba, zo'n veertig km ten zuiden van Kongolo. Het debiet van de rivier is erg onregelmatig, met een seizoenspiek rond mei en een minimaal debiet in november.